# Bande (Láncara)
Bande (llamada oficialmente San Pedro de Bande) es una parroquia española del municipio de Láncara, en la provincia de Lugo, Galicia.

## Organización territorial
La parroquia está formada por diez entidades de población, constando nueve de ellas en el nomenclátor del Instituto Nacional de Estadística español:
- Agrolazas (As Agrolazas)
- Airexe (A Eirexe)
- Bande Susaos
- Casanova (A Casanova)
- Couto (O Couto)
- Forxa (A Forxa)
- Laxes
- Mosteiro
- Pedra (A Casa de Pedra)
- Reboredo

## Demografía
| Gráfica de evolución demográfica de Bande entre 2000 y 2020 |
|                                                             |
| Datos según el nomenclátor publicado por el INE.            |